# Dalsnibba
Dalsnibba és una muntanya situada al municipi de Stranda, al comtat de Møre og Romsdal (Noruega). Es troba al final de la vall de Geiranger, a aproximadament 21 quilòmetres al sud del poble de Geiranger i del fiord del mateix nom. El llac Djupvatnet, de dos quilòmetres quadrats de superfície, se situa just al sud-est de la muntanya. Esta es troba al sud-est del comtat de Møre og Romsdal, i molt a prop de la frontera del comtat amb els comtats d'Oppland i Sogn og Fjordane.

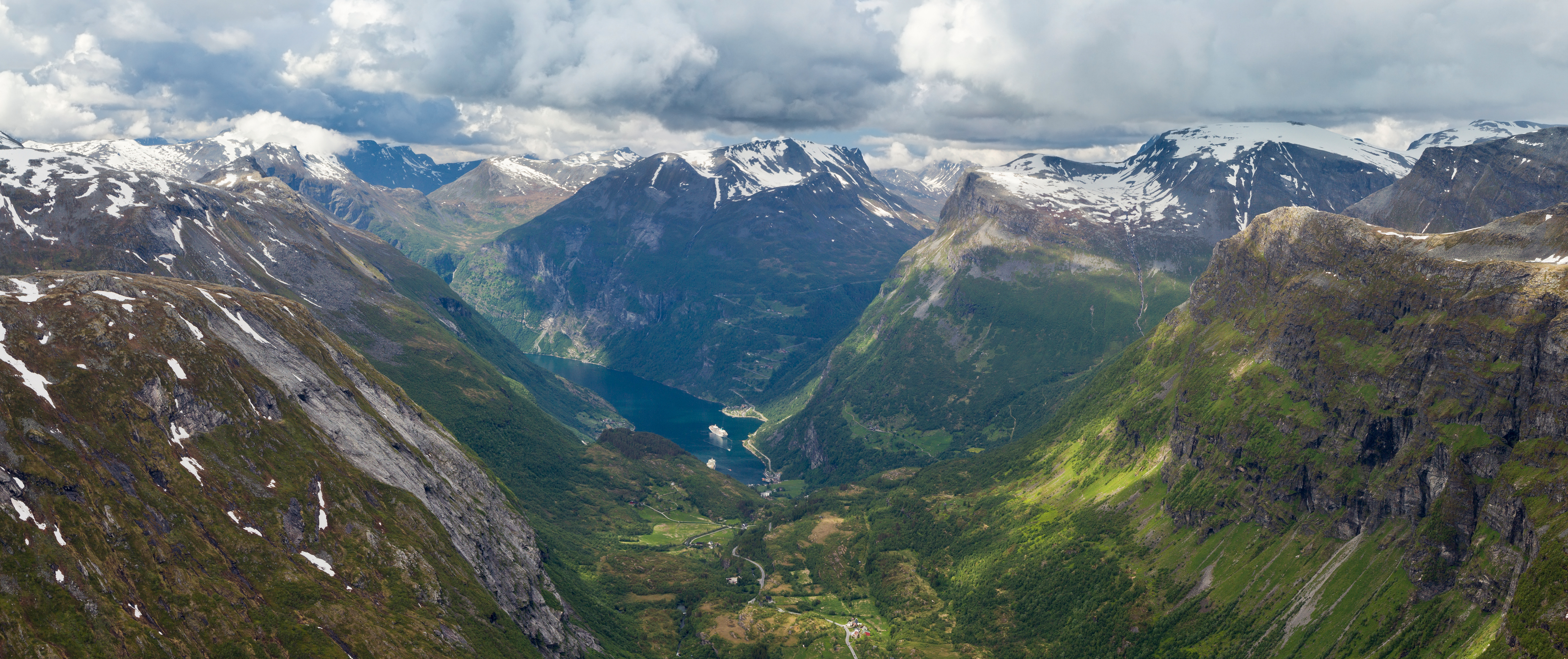
Vista de la vall i el fiord de Geiranger des de Dalsnibba

És una destinació turística molt popular per les seves vistes espectaculars. Sovint es troba coberta de neu, fins i tot en estiu. La Ruta del Comtat 63 voreja el costat sud de la muntanya, i en parteix una carretera de peatge privada anomenada Nibbevegen, propietat i operada per Geiranger Skysslag, que puja al cim. Va ser completada en 1939, però a causa de la Segona Guerra Mundial la seua obertura oficial es va retardar fins al 19 de juliol de 1948, i va ser asfaltada en 2013.
La carrera Geiranger - del fiord al cim, que se celebra tant a peu com en bicicleta, comença al poble de Geiranger i acaba al cim del Dalsnibba.